# مركز تكساس أ&م للعلوم الصحية كلية الطب
مركز تكساس (A وM) للعلوم الصحية كلية الطب (بالإنجليزية: Texas A&M Health Science Center College of Medicine)‏ هي إحدى الكليات لتدريس الطب في الولايات المتحدة الأمريكية. تقع في مدينة كوليج ستيشن في ولاية تكساس الأمريكية. نوع الشهادة الطبية التي يتم تحصيلها هناك هي دكتور في الطب.

## وصلات خارجية
- الموقع الرسمي